# Місто вічних історій
Місто вічних історій — український повнометражний художній фільм режисера Олександра Румянцева.

## Сюжет
Ранком молодого письменника Руслана пробуджує дзвінок — йому повідомляють, що зустріч з редактором переноситься на більш пізній час. Маючи дві години в запасі, юнак запрошує свого давнього друга Романа до кафе. У цей час молоде подружжя — Артем та Варвара — намагаються розібратися у своїх стосунках. Не витримавши чергової сварки, Артем йде з дому, запрошуючи до сусіднього кафе близьку собі людину.
Якби ж лише всі герої знали, як звичайний сніданок може повністю змінити їхні долі. Питання лише одне — чому за усіма ними весь час стежить чоловік в чорному капелюсі?

## Головні ролі
- Олексій Єкименко
- Віра Соколова
- Олександр Румянцев
- Ірина Кубрак
- Євгеній Хоменко
- Валерія Хоменко
- Тетяна Дамаскіна
- Павло Атаманюк-Кузьмінський